# Hachirōgata (Akita)
Hachirōgata (八郎潟町 Hachirōgata-machi?) es un pueblo localizado en la prefectura de Akita, Japón. En octubre de 2018 tenía una población de 5.763 habitantes y una densidad de población de 339 personas por km². Su área total es de 17,00 km².

## Geografía

### Municipios circundantes
- Prefectura de Akita
  - Ikawa
  - Ōgata
  - Gojōme
  - Mitane

## Demografía
Según datos del censo japonés, la población de Hachirōgata ha disminuido en los últimos años.
| Año del censo | Población |
| ------------- | --------- |
| 1995          | 7.768     |
| 2000          | 7.533     |
| 2005          | 7.093     |
| 2010          | 6.623     |
| 2015          | 6.080     |